# 高橋丈夫
高橋 丈夫（たかはし たけお）は、日本のアニメ監督、アニメーター。株式会社パッショーネ取締役。
スタジオ九魔にてアニメーターとして活動を始め、イマジンに移籍してから迫井政行、宍戸淳と共に主力演出家として数多くの作品に参加する。同社がテレビシリーズの制作から撤退したのを機にフリーとなる。現在はパッショーネに所属。
監督としての代表作は『狼と香辛料』『まおゆう魔王勇者』。

## 参加作品

### テレビアニメ
1995年
- 天地無用!：動画

2000年
- HAND MAID メイ：原画
- ゲートキーパーズ：作画監督
- はじめの一歩：原画

2001年
- シスター・プリンセス：絵コンテ

2002年
- ぴたテン：演出
- りぜるまいん：助監督、絵コンテ、演出

2004年
- ギャラクシーエンジェル（第3期）：絵コンテ、演出
- A15シリーズ（変身3部作）
  - 超変身コス∞プレイヤー：監督、絵コンテ
  - ヒットをねらえ!：監督、絵コンテ
  - LOVE♥LOVE?：監督、絵コンテ

- ローゼンメイデン：絵コンテ、演出

2005年
- おくさまは女子高生：絵コンテ
- いちご100%：絵コンテ

2006年
- 彩雲国物語：絵コンテ
- 夢使い：絵コンテ
- Strawberry Panic：絵コンテ

2007年
- 怪物王女：サブタイトルデザイン、絵コンテ、エンディング絵コンテ・演出

2008年
- 狼と香辛料：監督、絵コンテ、演出

2009年
- 狼と香辛料II：監督、絵コンテ

2010年
- 聖痕のクェイサー：絵コンテ、エンディング絵コンテ
- ヨスガノソラ：監督、絵コンテ

2011年
- 聖痕のクェイサーII：絵コンテ、エンディング絵コンテ
- 魔乳秘剣帖：絵コンテ、エンディング絵コンテ
- まよチキ!：絵コンテ

2012年
- パパのいうことを聞きなさい!：絵コンテ
- だから僕は、Hができない。：監督、絵コンテ

2013年
- まおゆう魔王勇者：監督
- アウトブレイク・カンパニー：絵コンテ

2014年
- ハマトラ：絵コンテ
- RAIL WARS!：絵コンテ

2015年
- 六花の勇者：監督、絵コンテ

2017年
- ひなこのーと：総監督、絵コンテ

2018年
- citrus：監督、絵コンテ

2019年
- 臨死!!江古田ちゃん（第9話）：監督
- 女子高生の無駄づかい：総監督、絵コンテ
- Z/X Code reunion：絵コンテ

2020年
- 新サクラ大戦 the Animation：絵コンテ
- ひぐらしのなく頃に業：絵コンテ

2021年
- ひぐらしのなく頃に卒：絵コンテ
- 見える子ちゃん：絵コンテ

2022年
- 異世界迷宮でハーレムを：絵コンテ
- 恋愛フロップス：絵コンテ

2024年
- 狼と香辛料 MERCHANT MEETS THE WISE WOLF：総監督
- 異修羅：総監督

### 劇場アニメ
- 劇場版 魔法先生ネギま! ANIME FINAL：絵コンテ
- 巨蟲列島：監督

### OVA

#### 一般
- 紺碧の艦隊：原画
- グラビテーション：原画
- あきそら：監督、絵コンテ
- あきそら 〜夢の中〜：監督、絵コンテ
- 萌えCanちぇんじ!：絵コンテ
- 巨蟲列島：総監督

#### 18禁
- きゃんきゃんバニーエクストラ：原画
- 遺作：原画
- 鬼作：絵コンテ
- 鬼作 魂：絵コンテ
- YU-NO：作画監督
- エルフィーナ：絵コンテ
- 〔él〕：絵コンテ、キャラクターデザイン、作画監督
- SeptemCharm まじかるカナン：絵コンテ、原画
- 妻みぐい：絵コンテ
- そらのいろ、みずのいろ 上巻 ダメ……聞こえちゃう♥：監修、絵コンテ